# شریدان (آرکانزاس)
شریدان (آرکانزاس) (به انگلیسی: Sheridan, Arkansas) یک شهر در ایالات متحده آمریکا با جمعیت ۴٬۶۰۳ نفر است که در آرکانزاس واقع شده‌است.

## موقعیت جغرافیایی
موقعیت جغرافیایی شهرها و مناطق اطراف به شرح زیر است: